# 罗萨莉娅铁路桥
罗萨莉亚铁路桥（英語：Rosalia Railroad Bridge）是由芝加哥，密尔沃基市的圣保罗和太平洋铁路公司（也称为密尔沃基铁路）在1915年建立的桥梁，以代替早先的木材栈桥。 这座桥被设计为混凝土拱橋，在这一时期铁路桥梁中不常见。
当密尔沃基铁路在1980年代破产，桥的产权和维护管理由华盛顿州州政府接收。
由于其独特的设计，此桥被列入美国國家史蹟名錄。

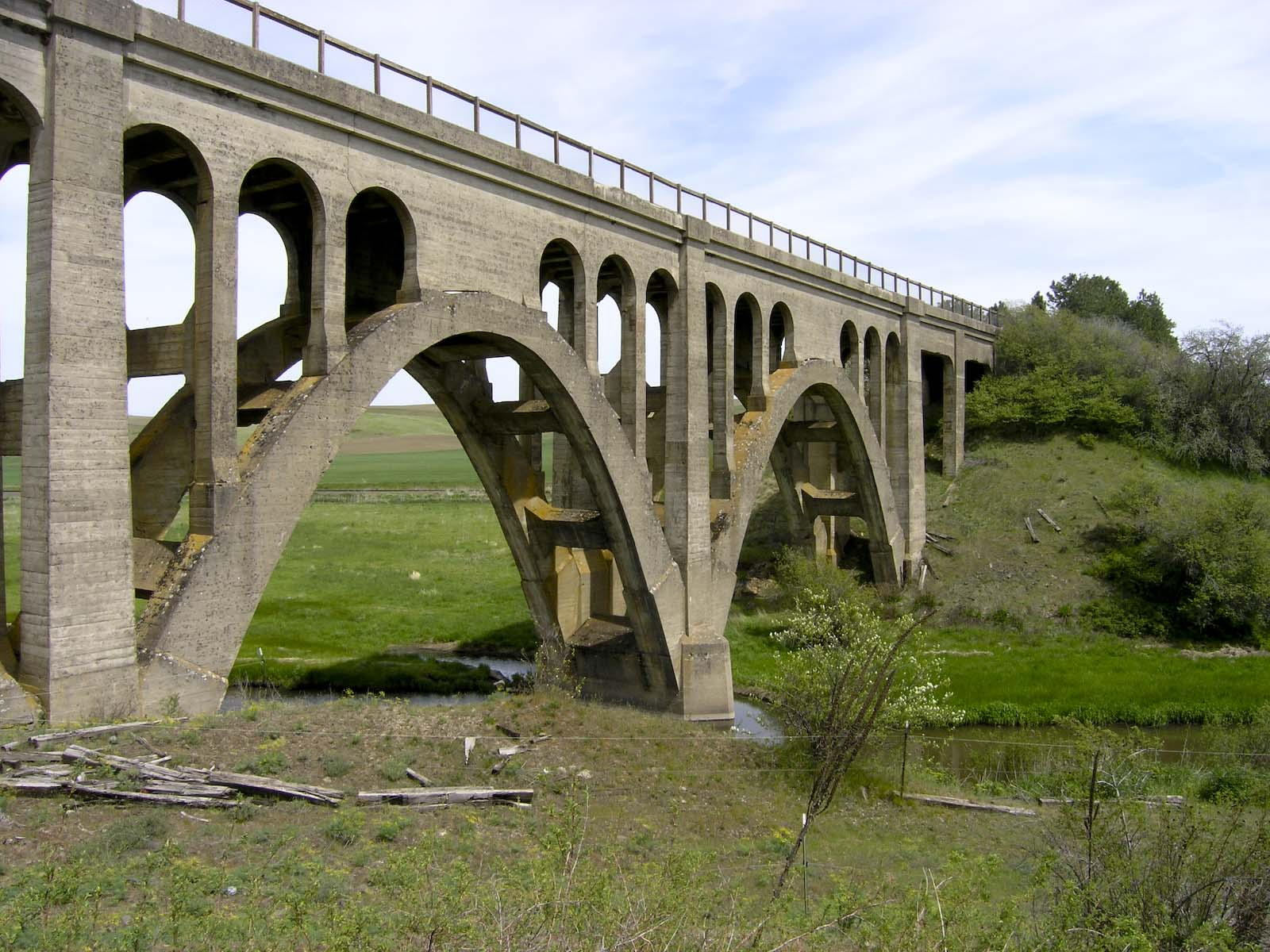
从西侧公路上看桥梁

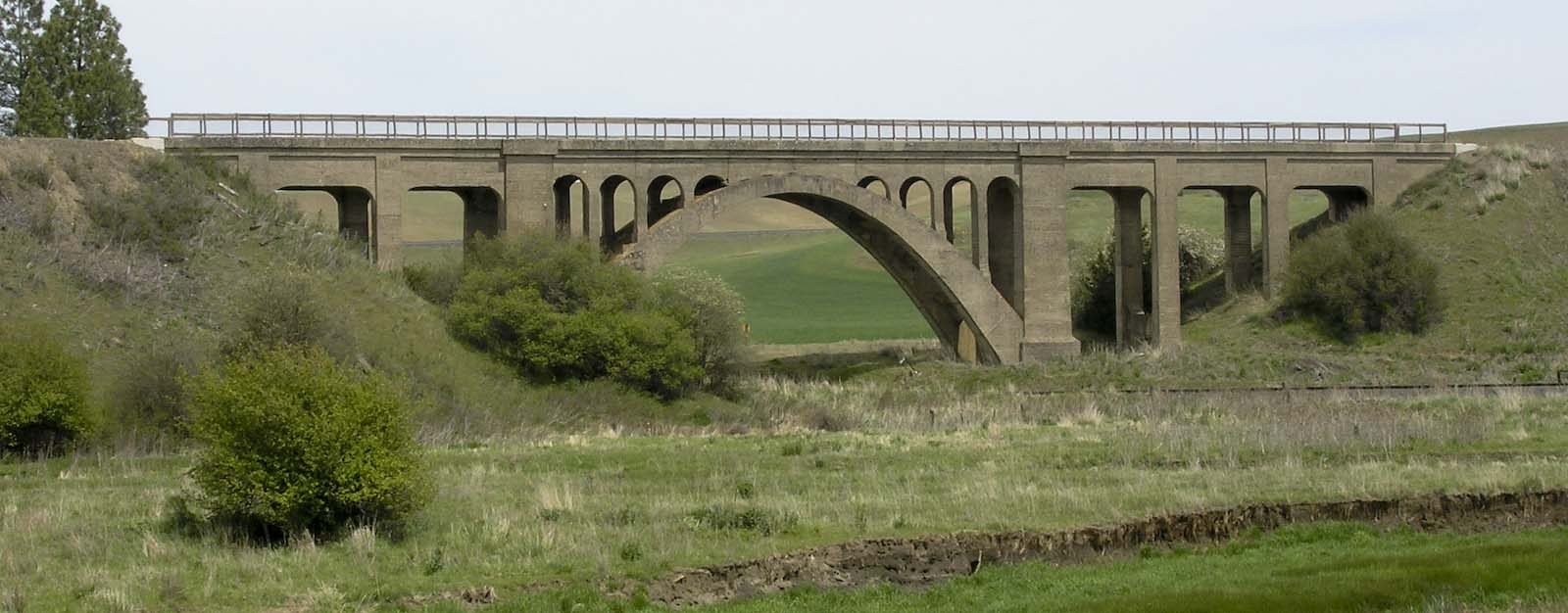
从南侧看桥梁

## 注
1. ↑  Lisa Soderberg, Rosalia Railroad Bridge, HAER Inventory, 1979.